# Svartsjön (Älgarås socken, Västergötland, 651204-141111)
Svartsjön är en sjö i Töreboda kommun i Västergötland och ingår i Motala ströms huvudavrinningsområde. Sjön har en area på 0,118 kvadratkilometer och ligger 120,9 meter över havet. Svartsjön ligger i Myrhulta mosse Natura 2000-område.

## Delavrinningsområde
Svartsjön ingår i det delavrinningsområde (650800-141384) som SMHI kallar för Mynnar i Viken. Medelhöjden är 122 meter över havet och ytan är 10,73 kvadratkilometer. Räknas de 20 delavrinningsområdena uppströms in blir den ackumulerade arean 55,59 kvadratkilometer. Mossån som avvattnar avrinningsområdet har biflödesordning 3, vilket innebär att vattnet flödar genom totalt 3 vattendrag innan det når havet efter 171 kilometer. Delavrinningsområdet består mestadels av skog (58 %) och sankmarker (24 %). Avrinningsområdet har 0,11 kvadratkilometer vattenytor vilket ger det en sjöprocent på 1,1 %.